# Кубок мира по горному бегу 1991
7-й Кубок мира по горному бегу прошёл 7 и 8 сентября 1991 года в Церматте, швейцарском курорте в Пеннинских Альпах, недалеко от границы с Италией. Разыгрывались 9 комплектов наград: по четыре в индивидуальном и командном первенствах (мужчины на короткой и длинной дистанции, женщины и юниоры до 20 лет), а также в общем зачёте по итогам трёх мужских забегов. Среди юниоров могли выступать спортсмены 1972 года рождения и моложе.
В 1991 году Кубок мира по горному бегу во второй раз прошёл в Швейцарии (впервые — в 1987 году). Соревнования принимала деревня Церматт в кантоне Вале (высота 1608 метров над уровнем моря). Трассы были проложены у подножия четырёхтысячника Маттерхорн. По традиции, в первый день соревновались юниоры, женщины и мужчины на короткой дистанции с профилем «вверх-вниз». Во второй день был проведён массовый забег для всех желающих и длинная дистанция у мужчин с профилем «вверх». По её ходу участникам предстояло сначала покорить вершину Риффельальп (2222 метра над уровнем моря), затем преодолеть пологий волнообразный участок, заканчивавшийся длинным спуском, после которого следовало восхождение к горнолыжному курорту Зуннегга (2288 метров над уровнем моря). На заключительных 2 км трасса шла исключительно вверх, финиш находился на высоте 2540 метров над уровнем моря.
За день до старта прошло заседание Международного комитета по горному бегу. Представители Германии предлагали исключить из программы Кубка дистанции с профилем «вверх-вниз» и оставить только бег «вверх», однако их инициатива не нашла поддержки у делегатов из других стран.
Забеги прошли в ясную солнечную погоду на хорошо подготовленной трассе. Температура воздуха достигала +27 градусов.
На старт вышли 263 бегуна (147 мужчин, 59 женщин и 57 юниоров) из 23 стран мира. Каждая страна могла выставить до 4 человек в каждый из забегов. Сильнейшие в командном первенстве определялись по сумме мест трёх лучших участников. По сумме командных результатов у мужчин и юниоров выявлялись призёры общего зачёта.
Старты в Церматте серьёзно пошатнули позиции команды Италии в качестве лидера мирового горного бега. Спортсмены с Апеннинского полуострова впервые в истории не смогли выиграть ни одного личного забега, завоевав совместными усилиями только одно серебро и одну бронзу. В то же время плотности результатов им хватило, чтобы выиграть общий зачёт и два командных первенства среди мужчин.
Борьба в юниорском забеге развернулась между призёрами прошлогоднего Кубка: действующим чемпионом Маркусом Крёллем из Австрии и бронзовым призёром Ульрихом Штайдлем из Германии. Немец провёл большую часть гонки за спиной своего оппонента, вышел вперёд за километр до финиша и сразу начал ускорение. Крёлль не смог ответить на этот рывок и в итоге проиграл чемпиону 20 секунд.
Во второй раз участие в соревнованиях приняла итальянская лыжница Мануэла Ди Чента. В 1991 году она выступала в качестве серебряного призёра чемпионата мира в эстафете и двукратного победителя этапов Кубка мира по лыжным гонкам. Как и два года назад, она вновь поднялась на пьедестал, на этот раз на вторую ступень. И так же, как и в 1989 году, безоговорочную победу одержала француженка Изабель Гийо, опредившая Ди Ченту на две минуты.
Мужской забег на короткую дистанцию выиграл Джон Ленихан, ставший первым призёром Кубка мира из Ирландии. В командном зачёте впервые за 7 розыгрышей сборная Италии упустила победу, уступив хозяевам соревнований.
В длинном забеге у мужчин к завершению подъёма на Риффельальп многочисленную группу лидеров возглавляли три представителя Колумбии. Двое из них удержались в призовой тройке до самого финиша, а Хайро Корреа во второй раз в карьере стал чемпионом на этой дистанции.

## Призёры
Курсивом выделены участники, чей результат не пошёл в зачёт команды.

### Мужчины
| Дисциплина                                 | Золото | Золото   | Серебро | Серебро  | Бронза | Бронза    |
| ------------------------------------------ | --- | -------- | --- | -------- | --- | --------- |
| 11,3 км перепад высот: +805 м −805 м       | Джон Ленихан Ирландия | 54.13    | Мариус Хаслер Швейцария | 54.46    | Вуди Шох Швейцария | 55.03     |
| 11,3 км (команды)                          | Швейцария · Мариус Хаслер · Вуди Шох · Ренатус Биррер · Гуидо Байльман | 10 очков | Италия · Фабио Чапони · Андреа Агостини · Паоло Агостини · Фаусто Бонци | 21 очко  | Ирландия · Джон Ленихан · Робин Брайсон · Томми Пейн · Имонн Макмэхон | 31 очко   |
| 17,3 км перепад высот: +1500 м −585 м      | Хайро Корреа Колумбия | 1:24.29  | Жан-Поль Пайе Франция | 1:26.21  | Франсиско Санчес Колумбия | 1:27.08   |
| 17,3 км (команды)                          | Италия · Константино Бертолла · Давиде Милези · Марко Тоини · Бортоло Сайо | 20 очков | Австрия · Хельмут Шмук · Петер Шац · Флориан Штерн · Карл Циссер | 22 очка  | Колумбия · Хайро Корреа · Франсиско Санчес · Хосе Риверос · Фабио Вилафраде | 25 очков  |
| Юниоры 8,3 км перепад высот: +570 м −570 м | Ульрих Штайдль Германия | 39.26    | Маркус Крёлль Австрия | 39.46    | Дарио Фракасси Италия | 40.19     |
| Юниоры 8,3 км (команды)                    | Италия · Дарио Фракасси · Симоне Ленци · Симоне Пагани · Мартин Майерхофер | 22 очка  | Германия · Ульрих Штайдль · Андре Нойбауэр · Феликс Зиппли · Патрик Хайнляйн | 38 очков | Швейцария · Сильвано Турати · Эльмар Юго · Роман Венк | 38 очков  |
| Общий зачёт (мужчины+юниоры)               | Италия · Фабио Чапони · Андреа Агостини · Паоло Агостини · Константино Бертолла · Давиде Милези · Марко Тоини · Дарио Фракасси · Симоне Ленци · Симоне Пагани · Фаусто Бонци · Бортоло Сайо · Мартин Майерхофер | 63 очка  | Швейцария · Мариус Хаслер · Вуди Шох · Ренатус Биррер · Кристиан Эберзольд · Петер Гшвенд · Урс Ханхарт · Сильвано Турати · Эльмар Юго · Роман Венк · Гуидо Байльман · Франц Непфлин | 86 очков | Германия · Дитер Ранфтль · Хайко Шинкиц · Йозеф Штангль · Чарли Долль · Пауль Дойриц · Вольфганг Мюнцель · Ульрих Штайдль · Андре Нойбауэр · Феликс Зиппли · Мартин Замбале · Курт Кёниг · Патрик Хайнляйн | 145 очков |

### Женщины
| Дисциплина                          | Золото                                                          | Золото   | Серебро                                                         | Серебро  | Бронза                                                                          | Бронза  |
| ----------------------------------- | --------------------------------------------------------------- | -------- | --------------------------------------------------------------- | -------- | ------------------------------------------------------------------------------- | ------- |
| 8,3 км перепад высот: +570 м −570 м | Изабель Гийо Франция                                            | 41.01    | Мануэла Ди Чента Италия                                         | 43.03    | Анни Мугель Франция                                                             | 43.10   |
| 8,3 км (команды)                    | Швейцария · Эроика Шписс · Моника Граф · Мария Дюкре · Габи Шюц | 15 очков | Франция · Изабель Гийо · Анни Мугель · Эвелин Мюра · Симона Буа | 15 очков | Италия · Мануэла Ди Чента · Мария Коккетти · Мария Грация Роберти · Пина Дейана | 22 очка |

## Медальный зачёт
Медали завоевали представители 7 стран-участниц.
 Принимающая страна
| Место | Страна    | Золото | Серебро | Бронза | Всего |
| ----- | --------- | ------ | ------- | ------ | ----- |
| 1     | Италия    | 3      | 2       | 2      | 7     |
| 2     | Швейцария | 2      | 2       | 2      | 6     |
| 3     | Франция   | 1      | 2       | 1      | 4     |
| 4     | Германия  | 1      | 1       | 1      | 3     |
| 5     | Колумбия  | 1      | 0       | 2      | 3     |
| 6     | Ирландия  | 1      | 0       | 1      | 2     |
| 7     | Австрия   | 0      | 2       | 0      | 2     |
| Всего | Всего     | 9      | 9       | 9      | 27    |